# 特氏深麗魚
特氏深麗魚，為輻鰭魚綱鱸形目隆頭魚亞目慈鯛科的其中一種，分布於非洲坦干伊喀湖流域，體長可達16.5公分，棲息在中底層水域，以甲殼類及浮游生物為食，生活習性不明，可作為觀賞魚。